# Meliponomima
Meliponomima is een vliegengeslacht uit de familie van de roofvliegen (Asilidae).

## Soorten
- M. martensis Artigas & Papavero, 1989